# Erva Venenosa
Erva Venenosa é uma canção do grupo vocal brasileiro Golden Boys. Lançada como lado B do compacto "Michael" em 1965, é uma versão brasileira de "Poison Ivy", canção do grupo estadunidense The Coasters, lançada originalmente em 1959. Originalmente composta pelo duo Jerry Leiber e Mike Stoller, foi adaptada para o português por Rossini Pinto, sendo produzida por Milton Miranda. No mesmo ano, foi incluída como parte do segundo álbum do grupo, intitulado de "The Golden Boys".
Posteriormente, os mesmos Golden Boys regravaram essa versão em seu álbum "Golden Boys" de 1978, em um novo arranjo mais condizente com o rock daquela época.
A canção foi consagrada, depois, pela versão gravada pelo grupo Herva Doce, em 1982. 
Mais tarde, já no ano 2000, a faixa encontrou novo sucesso na voz da cantora de rock brasileira Rita Lee em seu álbum 3001.
Fora do pop rock, a música ganhou versões de grupos como Inimigos da HP e Chiclete Com Banana.

## Alinhamento de faixas
7" – 7B-096
1. Michael
2. Erva Venenosa

## Versão de Rita Lee
A versão da cantora brasileira Rita Lee foi gravada para o seu décimo nono álbum de estúdio 3001, lançado como o segundo single do álbum. Essa versão obteve grande êxito, sendo inserida como parte da trilha sonora de sete telenovelas ao longo dos anos: Um Anjo Caiu do Céu (2001), Cobras & Lagartos (2006), Água na Boca (2008), Escrito nas Estrelas (2010), Rebelde (2011), a vigésima primeira temporada de Malhação (2013) e Fuzuê (2023).
É também tema de abertura do quadro "A Hora da Venenosa" do programa Balanço Geral da TV Record.
A canção foi posteriormente gravada por Rita em seu sexto e final álbum ao vivo "Multishow ao Vivo: Rita Lee".

### Prêmios e indicações
| Ano  | Prêmio                 | Versão   | Categoria                     | Resultado |
| ---- | ---------------------- | -------- | ----------------------------- | --------- |
| 2001 | MTV Video Music Brasil | Rita Lee | Videoclipe de Pop             | Indicado  |
| 2001 | MTV Video Music Brasil | Rita Lee | Direção de Arte em Videoclipe | Indicado  |

### Créditos
- Rita Lee — voz, vocais, guitarra e percussão
- Roberto de Carvalho — guitarra
- Beto Lee — guitarra
- Otávio de Moraes — arranjo de metais, bateria e clavinete
- Sergio Carvalho — baixo
- Nahor Gomes — trompete
- Walmir Gil — trompete
- Ubaldo Versolato — sax-barítono
- Proveta — sax-alto
- Vitor Alcântara — sax-tenor
- François de Lima — trombone
- Mike — o cão danado

## Outras versões
- The Hairy's, no álbum "Help!", de 1966.
- Os Alucinantes, no álbum "Festa do Bolinha", de 1966.
- Leno & Lílian com Michael Sullivan, no álbum "Sessão de Rock - Matéria Prima", de 1974.
- Herva Doce, no álbum "Herva Doce" de 1982.
- MC Batata, no álbum "Conselho", de 1990.
- As Chacretes, no álbum "As Chacretes", de 1996.
- Chiclete com Banana, no álbum "Sou Chicleteiro", de 2004.
- Sandra de Sá, no álbum "Um Barzinho, Um Violão - Jovem Guarda", de 2005.
- Inimigos da HP, no álbum "Inimigos da HP Ao Vivo", de 2006.
- KLB, no álbum "Bandas", de 2007.
- Cheiro de Amor, no álbum "Ao Vivo no Mineirão", de 2009.
- Bruna Olliver, no concurso Mulheres Que Brilham, no Programa Raul Gil de  2013.
- Lívia Andrade e Roberta Tiepo, para a telenovela Chiquititas, em 2014.[8]
- Jordana Soletti, no álbum "Leevre", de 2016.
- Valentina Francisco, participante da segunda temporada do show de talentos The Voice Kids, fez uma versão com arranjos voltados ao jazz, incluída em seu primeiro disco, lançado em 2018. Esta ficou famosa após ter sido incluída na trilha sonora da telenovela Orgulho e Paixão de 2018.
- Ivete Sangalo, com versos de Sympathy For The Devil, para o Show 60 Anos da TV Globo, de 2025.